# Большой Иус
Большой Иус — река в России, протекает по территории Советского района Ханты-Мансийского АО. Устье реки находится в 31 км по левому берегу реки Иус. Длина реки составляет 11 км.

## Данные водного реестра
По данным государственного водного реестра России относится к Иртышскому бассейновому округу, водохозяйственный участок реки — Конда, речной подбассейн реки — Конда. Речной бассейн реки — Иртыш.
Код объекта в государственном водном реестре — 14010600112115300016054.